# 松鶴家千代八・八千代
松鶴家千代八・八千代（しょかくやちよはち・やちよ）は、昭和期に活躍した夫婦音曲漫才コンビ（1927年～1952年）。

## 概要
古典的な寿ぐの万歳を継承しつつ大柄でサイズの大きい洋服、大柄で坊主頭、ちょび髭姿の千代八に対して小柄で美人の八千代で大小のコントラストを売りにし都々逸や改良剣舞、八千代の三味線による千代八の安来節のどじょうすくいの踊り、八千代が千代八の容姿を貶したりする漫才を売りにした。また、千代八を八千代が竹刀や一斗缶で突っ込むという芸も人気になったが、それゆえ「万歳は下劣である」という考えができる一因になった。因みに竹は中を空洞にし寄席中に響くように細工していた。また千代八は改良剣舞で一人で舞台に出ることもあった。
千代八は1885年の生まれ、歌舞伎、仁輪加などを経て25歳で万歳に転じた。吉田留三郎によると淺尾奥山のところで世話になっていたという。また1935年の本人談では「万才は十七歳からはじめて、もう三十四だす」と語っており1901年から1902年ごろはじめたと推測される。松鶴家千代八を名乗るようになってから松鶴家の家元と称した。また多くの門弟を育て大正時代の全盛期には11人はいたと千代八の弟子の松鶴家千代若が語っている。汗をかきながら熱演したため、仇名を「熱演居士」といった。
八千代は1908年の生まれ、1915年に松島・中島席で初舞台。
八千代は1952年に千代八の没後千代八を二代目として襲名し桜川末子とのコンビで1974年10月に新世界新花月にて引退するまで活躍した。（詳しい芸風は桜川末子・松鶴家千代八の項を参照）

## メンバー
- 松鶴家千代八（初代）（しょかくや ちよはち、1885年 - 1952年）本名：？。

- 松鶴家八千代（しょかくや やちよ、1908年 - ？）本名：内藤タキエ。

## 弟子、一門
- 松鶴家日の丸
  - 松鶴家日の一
- 松鶴家團之助
- 華井八千代・秀子
- 松鶴家鍋鶴
- 松鶴家團治
- 松鶴家光晴
  - 松鶴家晴之助・政丸
- 松鶴家愛子（光晴の妻）
- 松鶴家千代若・千代菊（東京）
  - 松鶴家千とせ
    - 松鶴家ひとり
    - 松鶴家錦市
    - 松鶴家デビル ほか

  - 鶴田松夫・竹夫（東京二・京太）
  - ビートきよし（ツービート）
  - 松鶴家祐二
- 松鶴家鶴八
- 松鶴家ト左子
- 松鶴家千代平
- 松鶴家つた子

ほか多数